# トシ (アステカ神話)

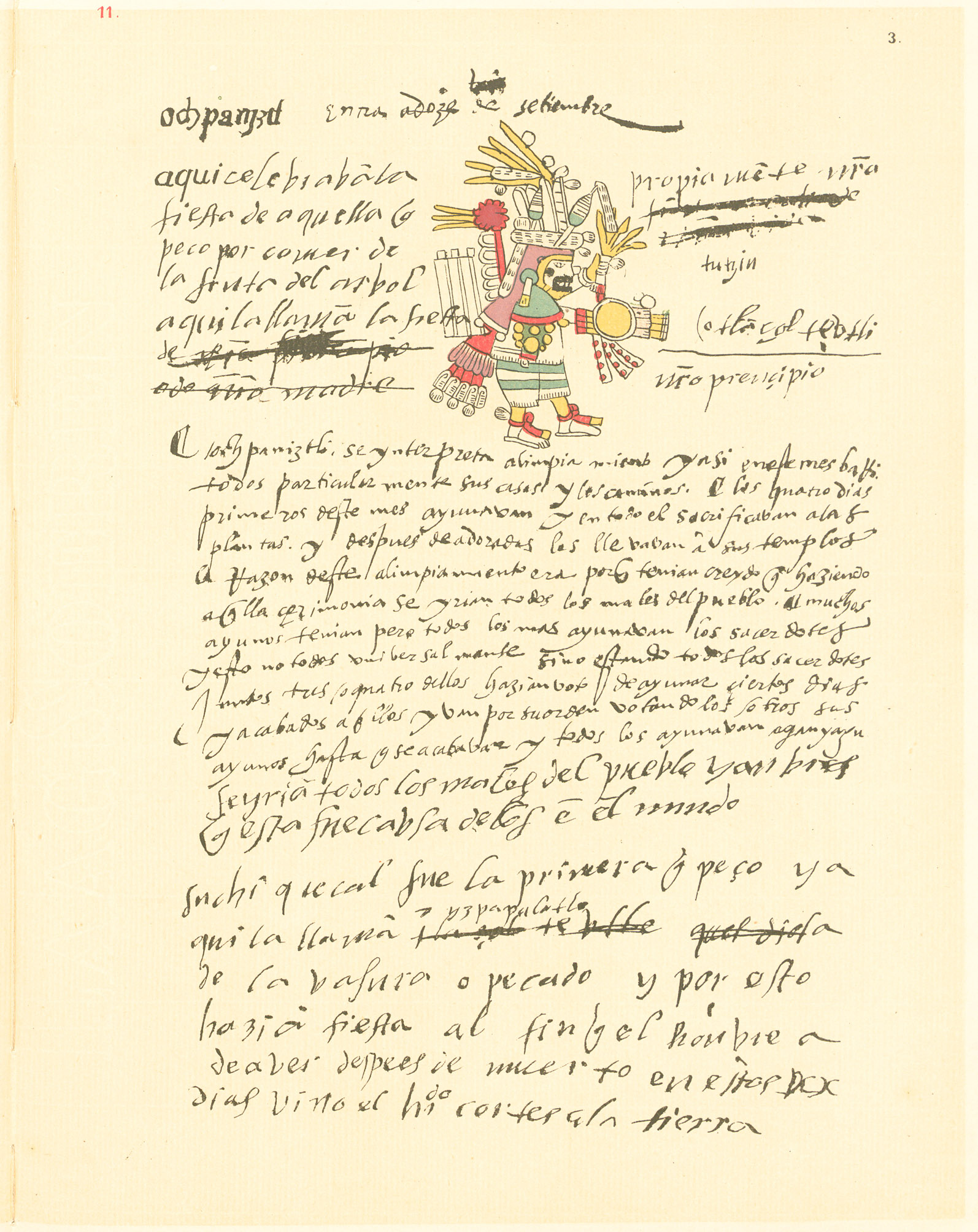
Telleriano-Remensis絵文書に描かれたトシ

トシ（Toci）は、アステカ神話の女神。老いた地母神であり、癒やしの女神でもある。
「トシ」とはナワトル語で「我々の祖母」を意味する。
トシはさまざまな形容語句を持つ。『フィレンツェ絵文書』によれば、テテオ・インナン（teteo innan「神々の母」）、トラリ・イヨロ（tlalli iyollo「大地の心臓」）などを別名として持つ。
ベルナルディーノ・デ・サアグンによれば、トシはテマスカルテシ、すなわちテマスカル（蒸し風呂小屋）の祖母という別名を持ち、産婆や治療者の守護神であった。トシはしばしば浄化の女神であるトラソルテオトルと同一視され、図像上もトラソルテオトルと同様に顔に黒い印があり、木綿の紡錘を頭飾りにつけている。しかし同時に戦いの神でもあり、盾や弓矢を手にしている。
メシカのメキシコ盆地への移住の伝説では、メシカがコルワカンに住んだとき、ウィツィロポチトリはメシカにコルワカンの主の娘のひとりを自分に仕える生き神として招くように命令した。娘がやってくるとメシカは彼女を生贄にして、その皮をはぎ、メシカの若者に着せてトシの格好をさせてウィツィロポチトリに仕えさせた。メシカに招かれてやってきたコルワカンの主はこれを見て大いに怒り、メシカをテスココ湖の湿地まで追いだした。その結果メシカは湖の中の島に住み、そこにテノチティトランの町を作った。
アステカ暦ではシウポワリのオチパニストリ（第11月、グレゴリオ暦の9月ごろ）にトシの祭があり、これは収穫祭でもあった。この祭では産婆が女性にトシの格好をさせて生贄として捧げた。